# John Jenrette

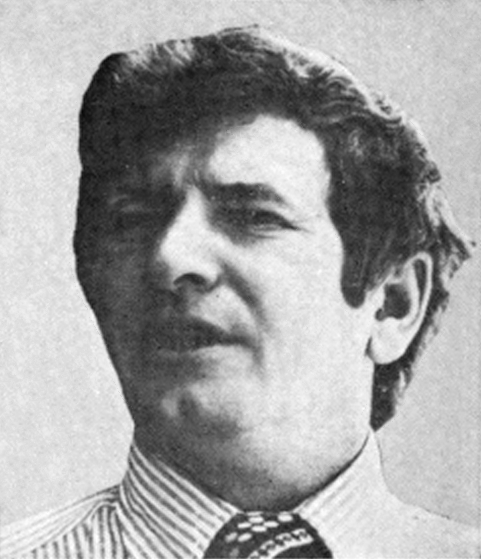
John Jenrette (1975)

John Wilson Jenrette Jr. (* 19. Mai 1936 in Conway, South Carolina; † 17. März 2023 ebenda) war ein US-amerikanischer Politiker (Demokratische Partei). Zwischen 1975 und 1980 vertrat er den Bundesstaat South Carolina im US-Repräsentantenhaus.

## Werdegang
John Jenrette besuchte bis 1954 die High School in Loris. Danach absolvierte er bis 1958 das Wofford College. Nach einem anschließenden Jurastudium an der University of South Carolina in Columbia und seiner im Jahr 1962 erfolgten Zulassung als Rechtsanwalt arbeitete er zwischen 1962 und 1965 als städtischer Richter in North Myrtle Beach. Danach war er bis 1969 Prozessanwalt dieser Stadt. Politisch wurde Jenrette Mitglied der Demokratischen Partei. Von 1964 bis 1972 saß er als Abgeordneter im Repräsentantenhaus von South Carolina. Im Jahr 1972 kandidierte er erfolglos für den Kongress. 1980 war er Delegierter zur Democratic National Convention in New York, auf der US-Präsident Jimmy Carter für die Wiederwahl nominiert wurde.
1974 wurde Jenrette im sechsten Wahlbezirk von South Carolina in das US-Repräsentantenhaus in Washington, D.C. gewählt. Dort trat er am 3. Januar 1975 die Nachfolge des Republikaners Edward Lunn Young an. Bei den folgenden zwei Kongresswahlen wurde er jeweils bestätigt. Im Jahr 1980 wurde er im Rahmen der Abscam-Operation des FBI wegen Bestechung angeklagt und zu zwei Jahren Gefängnis verurteilt, von denen er 13 Monate absitzen musste. Aus diesem Grund trat er am 10. Dezember 1980 von seinem Abgeordnetenmandat zurück. Er war schon bei den Wahlen im November desselben Jahres nicht wiedergewählt worden, so dass seine Zeit im Repräsentantenhaus ohnehin am 3. Januar 1981 ausgelaufen wäre.
Landesweite Bekanntheit erlangte Jenrette, als er die Sitzungspause während einer nächtlichen Debatte des Kongresses zum Sex mit seiner damaligen Frau Rita Jenrette, einer Schauspielerin und Journalistin, hinter einer Säule auf der Haupttreppe des Kapitols nutzte. Der dadurch ausgelöste Skandal gab der bekannten Politsatiregruppe Capitol Steps den Namen. Die Ehe wurde im Jahr 1981 geschieden.
Im Jahr 1989 fiel Jenrette erneut negativ auf, als er wegen Ladendiebstahls zu 30 Tagen Arrest verurteilt wurde. Zuletzt leitete er eine Werbefirma in Florence und Myrtle Beach.